# National Australia Bank
El National Australia Bank (NAB) 
(estilizado como nab) es una de las mayores instituciones financieras y bancarias en Australia, en términos de capitalización de mercado y clientes. NAB es el decimoséptimo banco más grande del mundo, medido por capitalización de mercado, teniendo activos por un total de 657.000 millones de dólares al 30 de septiembre de 2008 y sus ingresos de explotación en 2008 fueron de 15.400 millones de dólares. Opera en 10 países sirviendo a 8,3 millones de consumidores y clientes de banca de negocios y más de 2,3 millones de clientes en gestión de riqueza.
NAB opera 1.714 sucursales y centros de servicio, 2.939 cajeros automáticos a nivel mundial. NAB cuenta con una calificación de "AA" por S&P.

## Historia
En 1893, se creó el National Bank Limited. Hasta el 1 de octubre de 1981 continuó en el comercio como National Bank of Australasia Limited, sólo después de la fusión con Commercial Banking Company of Sydney Limited pasó a ser conocido como el National Australia Bank.
National Bank of Australasia Limited
En 1858 en Melbourne, Alexander Gibb, enroló a Andrew Cruickshank, un comerciante local, para aumentar el capital para establecer el National Bank of Australasia, con sede en Melbourne. Cruickshank se convirtió en su primer presidente. El banco abrió su primera sucursal en el sur de Australia ese mismo año.
La expansión a otros estados de Australia siguió con la apertura de sucursales en Tasmania (1859), Australia Occidental (1866), Nueva Gales del Sur (1885) y, finalmente, Queensland (1920).
Una rama establecida antes en Mauricio (1859) cerró dentro de un año, pero una sucursal de Londres (1864), creada para gestionar la financiación y el pago de las exportaciones australianas de lana, oro y otras materias primas, y las importaciones de Australia, tuvo más éxito.

## Fusión y rápida expansión en el extranjero 1981-2000
En 1981, el National Bank of Australasia Limited fusionó con la compañía Commercial Banking Company of Sydney Limited para formar National Commercial Banking Corporation of Australia Limited y posteriormente cambió su nombre por el National Australia Bank Limited (NAB).
La expandida base financiera de la entidad fusionada provocó la expansión significativa en alta mar en los años siguientes. Se establecieron oficinas de representación en Pekín (1982), Chicago (sucursal 1982), Dallas (1983), Seúl (1983, actualizada a sucursal en 1990), San Francisco (1984), Kuala Lumpur (1984), Atenas (1984, cerrada en 1989), Fráncfort del Meno (1985, cerrada 1992), Atlanta (1986), Bangkok (1986), Taipéi (1986 actualizada a sucursal 1990), Shanghái (1988, cerrada 1990), Houston (1989) y Nueva Delhi (1989).
En 1987, compró a Midland Bank el Clydesdale Bank (Escocia) y Northern Bank (Irlanda del Norte y República de Irlanda). Renombro sucursales de Northern Bank en la República de Irlanda a National Irish Bank y cambió los logotipos de ambos bancos por los de Midland Bank. En 1990, NAB compró Yorkshire Bank (Inglaterra y Gales).
Siguieron otras adquisiciones - Bank of New Zealand en 1992, que en ese momento tenía alrededor de un 26% en el mercado de Nueva Zelanda, y Michigan National Bank (MNB) en 1995. NAB antes había racionalizado sus operaciones en los EE. UU. y cerró sus oficinas en Atlanta, Chicago, Dallas, Houston y San Francisco en 1991.
Este período de rápida expansión mediante la adquisición concluyó con la compra en 1997 de HomeSide Lending, un administrador líder de hipotecas con sede en Florida, y más significativamente, la adquisición en el 2000 del MLC Limited (y entidades relacionadas con el MLC) por $ 4.560 millones, una de las mayores fusiones en la historia corporativa de Australia.
NAB enfrentado un período difícil en el período 2000-2005. En 2000, NAB vendió el Michigan National Bank a ABN AMRO, luego en 2001, vendió los activos de explotación de HomeSide por $ 1900 millones a Washington Mutual, la mayor compañía de ahorro y préstamos en EE. UU.
Fraude del personal en moneda extranjera
En 2004, NAB descubrió que, como resultado de operaciones no autorizadas en moneda extranjera, pérdidas por un total de $A 360 millones habían sido encubiertas. Las investigaciones realizadas por Price Waterhouse Coopers y la Australian Prudential Regulation Authority destacaron la necesidad de un cambio cultural. Las pérdidas fueron el resultado de una posición  especulativa, donde los comerciantes falsificaron beneficios para incentivar la existencia de bonos durante varios años. Con el fin de generar realmente los beneficios reportados, los comerciantes especularon sobre el dólar estadounidense, apostando que se elevaría contra el dólar australiano y otras monedas. Este incidente llevó a la dimisión del director general Frank Cicutto y el presidente Charles Allen. En 2006, dos ex operadores de divisas extranjeras de NAB fueron condenados a cargos presentados por ASIC y enfrentaron penas de cárcel.
Lanzamiento de UBank
En octubre de 2008, NAB lanzó UBank, marca sin sucursales comerciando por separado. NAB indicó que su objetivo es atraer a nuevos clientes de ventas al por menor, actúando independientemente de sus otras marcas, y, en su informe anual de 2009, NAB declaró que esta estrategia ha sido "exitosa".
UBank opera bajo licencia bancaria de NAB y participa en el nuevo esquema de depósitos del gobierno australiano. Los depósitos se dice que superan más de $ 500 millones en un mes.

Crisis Financiera Global
En mayo del 2007 NAB anunció la exclusión de cotización de la Bolsa de Nueva York, y esto tuvo lugar en agosto de 2007. NAB se deslisto de las bolsas de Londres y Tokio en 2006.
El 25 de julio de 2008, el anuncio una provisión adicional por $A 830 millones asociados con un deterioro en los mercados de bienes raíces de EE. UU. causó la mayor caída de un solo día en el precio de sus acciones en 21 años, eliminando más de $A 7000 millones de su valor.

## Adquisiciones Posteriores
Bajo la dirección del nuevo director general Cameron Clyne que asumió el cargo en enero del 2009, NAB llevó a cabo una serie de adquisiciones aprovechando el entorno post crisis.
En junio del 2009 NAB anunció que iba a pagar $A 825 millones (USD$ 660m: £ 401m) por la aseguradora británica Aviva Australian wealth management businesses Navigator Australia. El acuerdo fue la primera adquisición de NAB bajo la dirección de Cameron Clyne. NAB venció la competencia de AMP Limited por Navigator.
En julio del 2009 NAB adquirido una participación del 80% en la división de gestión de patrimonios privados de Goldman Sachs JBWere, por A$ 99 millones.